# Карпенко Олександр Юхимович
Олекса́ндр Юхи́мович Карпе́нко (15 квітня 1921, Слобода, Чернігівщина — 14 квітня 2013, Івано-Франківськ) — український історик. Директор Наукового центру дослідження українського національно-визвольного руху Прикарпатського національного університету ім. В. Стефаника та Інституту політичних і етнонаціональних досліджень ім. І. Ф. Кураса НАН України. Досліджував історію Галичини початку XX сторіччя, історію України та Польщі новітнього часу, проблеми міжнародних відносин. Зробив великий внесок у дослідження Української революції 1917—1923 років. Доктор історичних наук (1968), професор (1980).

## Життєпис
Карпенко Олександр Юхимович народився 15 квітня 1921 у селі Слобода Чернігівської області, в селянській родині козацького походження. У 1938 році по завершенні шкільної освіти зарахований до Чернігівського вчительського інституту на історичний факультет. Згодом почав працювати вчителем історії у сільській школі, а інститут закінчив екстерном у червні 1940 року. У жовтні 1940 року був призваний на дійсну військову службу до лав Червоної армії, служив у 7-му зенітно-кулеметному полку. Під час Німецько-радянської війни брав участь у захисті західних кордонів УРСР в районі Самбір — Стрий, в обороні Києва та Харкова, в Сталінградській битві 1942—1943. Під час Сталінградської битви, у 1942 році був важко поранений. Після тривалого лікування закінчив Сталінградське артилерійське училище. Війну закінчив командиром артилерійської батареї гвардійського полку, в лютому 1946 року демобілізований. Нагороджений бойовими орденами і медалями.
У 1947 році закінчив Київський педагогічний інститут. У 1947–1948 рр. — слухач відділення міжнародних відносин при Республіканській партійній школі. Протягом 1948–1949 рр. — викладач Київського педагогічного інституту іноземних мов. У 1949–1952 роках — завідувач відділу фондів та обслуговування читачів Львівської наукової бібліотеки АН УРСР. У 1952–1953 — учений секретар, у 1953–1960 роках — старший науковий співробітник Інституту суспільних наук АН УРСР (нині Інститут українознавства імені І. Крип'якевича НАН України).
У 1953 році в Інституті історії АН УРСР захистив кандидатську дисертацію на тему: «Селянські повстання у Львівському воєводстві у 1932—1933 роках» (науковий керівник — Ф. Шевченко). 25 квітня 1958 p на Вченій раді Інституту історії АН УССР була піддана критиці стаття Карпенко О. Ю. «До питання про характер революційного руху в Східній Галичині в 1918 р.». І. І. Компанієць звинуватив її автора статті у «антинауковому» пов'язуванні «національно-демократичної» революції і постання ЗУНР з революційним рухом народних мас, а не з «контрреволюційними діями української буржуазії», та в принижуванні «значення соціалістичної революції і створення Української Радянської держави для всього українського народу», завершивши свій виступ політичними обвинуваченнями: «Поява статті Карпенка саме в той час, коли вся наша країна святкувала 40-річчя Радянської влади, — дуже прикрий факт. Помилки Карпенка носять не лише антинауковий характер, але й політичний характер». Натомість українська еміграція критикувала Карпенка за відтінення й сприяння замовчуванню голоду 1932-1933 років в УСРР
У 1966 році у Харківському університеті захистив докторську дисертацію на тему: «Іноземна воєнна інтервенція в Україні 1918—1920 років».
Протягом 1960–1970 — доцент кафедри історії СРСР Львівського університету. У грудні 1970 р. був звільнений з роботи в університеті за звинуваченням в «українському буржуазному націоналізмі» і влаштувався в Державний музей етнографії та художнього промислу АН УРСР на посаду старшого наукового співробітника, де працював до 1978 року.
З 1978 — професор, у 1986–1990 — завідувач кафедри історії СРСР і УРСР, у 1990–1995 — професор кафедри історії України Івано-Франківського педагогічного інституту ім. В. Стефаника.
З 1995 по 2004 рр. — завідувач відділу регіональних проблем Інституту політичних і етнонаціональних досліджень НАН України та Прикарпатського національного університету імені В. Стефаника. З 2004 року — директор Наукового центру дослідження українського національно-визвольного руху Прикарпатського національного університету ім. В. Стефаника та Інституту політичних і етнонаціональних досліджень ім. І. Ф. Кураса НАН України. Очолював Науковий центр дослідження українського національно-визвольного руху, був членом редакційних колегій наукових видань "Вісник Прикарпатського національного університету, публікував документи з історії ЗУНР.
14 квітня 2013 року Олександр Юхимович Карпенко після тривалої хвороби помер у місті Івано-Франківську.

## Вшанування
1 листопада 2019 р. в Івано-Франківську відкрито меморіальну дошку на честь професора Олександра Карпенка.

## Нагороди
- За оборону Києва (1962)
- За перемогу над Німеччиною (1963)
- "20 років перемоги у Великій вітчизняній війні" (1965)
- "50 років Збройним Силам СРСР" (1968)
- "25 років перемоги у Великій вітчизняній війні" (1970)
- "30 років перемоги у Великій вітчизняній війні" (1975)
- "40 років перемоги у Великій вітчизняній війні" (1985)
- Орден "Вітчизняної війни І ступеню" (1985)
- "70 років Збройним Силам СРСР" (1988)
- Ветеран праці (1990)
- "50 років визволення України" (1994)
- "50 років перемоги у Великій вітчизняній війні" (1995)
- Захиснику Вітчизни (1999)
- Орден Богдана Хмельницького (1999)
- "60 років визволення України" (2004)
- "60 років перемоги у Великій вітчизняній війні" (2005)

## Наукові праці
1. Селянські повстання в Галичині в 1933 році. «Вісник АН УРСР 1953», № 9;
2. Селянські повстання в Польщі в 1932—1933 рр. К., 1955;
3. Встановлення Радянської влади у Східній Галичині в 1920 р. «УІЖ», 1957, № 3;
4. З історії революційного руху в Західній Україні. Вісник АН УРСР, 1957, № 8;
5. Проспект «Нариси історії КПЗУ». Львів, 1959; Імперіалістична інтервенція на Україні. 1918—1920. Львів, 1964;
6. Міжнародний імперіалізм — організатор загарбання західноукраїнських земель. В кн.: Торжество історичної справедливості. Львів, 1968;
7. До питання про утворення КПЗУ. «УІЖ», 1989, № 2;
8. Листопадова 1918 р. національно-демократична революція на західноукраїнських землях. «УІЖ», 1993, № 1;
9. Історія України. Програма курсу для гуманітарних спеціальностей. К., 1993;
10. Статус Східної Галичини у міжнародноправових аспектах (1918—1923).
11. «Вісник Прикарпатського університету. Серія: Історія» (Івано-Франківськ), 1998, вип. 1;
12. Про хронологічні межі існування Західно-Української Народної Республіки. Там само. 2000, вип. 3;
13. Західно-Українська Народна Республіка 1918—1923: Документи і матеріали, т. 1—5, кн. 1—8. Івано-Франківськ, 2001: (Кер. роботи, укладач, відп. ред.);

## Див.також
Список професорів-істориків ПНУ імені В.Стефаника